# Henrique Martins
Heinz Schlesinger, conhecido por seu nome artístico Henrique Martins (Berlim, 28 de agosto de 1933 — São Paulo, 26 de agosto de 2018), foi um ator e diretor brasileiro.
Filho de Curt Schlesinger e Luise Alschner, Heinz chegou ao Brasil quando tinha três anos de idade. Seu pai era alfaiate, e Heinz o ajudava em seu ateliê mas, por insistência da mãe, começou a fazer testes para atuar em radionovelas. Tentou na rádio Tupi, ficando em segundo lugar. Tempos depois foi contratado pela emissora para integrar o elenco da telenovela Se o Mar Contasse, seu primeiro trabalho na televisão, em 1964. Interpretava o protagonista Marcos, par da atriz Maria Isabel de Lizandra, que também estreava em telenovelas. O ator permaneceu na Tupi até 1966, quando se transferiu para a Globo. Entre seus muitos trabalhos como diretor, está Éramos Seis, telenovela do SBT, em 1994.
Henrique Martins morreu em 26 de agosto de 2018 aos 84 anos, no Hospital Samaritano, em São Paulo. O ator havia sido internado depois de  fraturar duas costelas, ao sofrer uma queda em sua casa. Logo depois de deixar a UTI, ocorreu a falência de múltiplos órgãos, causa de sua morte. O velório e enterro foram realizados no Cemitério Israelita, na capital paulista.

## Trabalhos como diretor
| Ano  | Título                            |
| ---- | --------------------------------- |
| 1964 | Gutierritos, o Drama dos Humildes |
| 1964 | Quem Casa com Maria?              |
| 1965 | O Preço de uma Vida               |
| 1966 | Eu Compro Esta Mulher             |
| 1966 | O Sheik de Agadir                 |
| 1967 | A Sombra de Rebeca                |
| 1967 | Anastácia, a Mulher Sem Destino   |
| 1968 | O Direito dos Filhos              |
| 1968 | Os Diabólicos                     |
| 1970 | A Gordinha                        |
| 1970 | Mais forte que o ódio             |
| 1971 | A Selvagem                        |
| 1971 | O Preço de um Homem               |
| 1972 | A Revolta dos Anjos               |
| 1972 | Bel Amy                           |
| 1973 | Divinas & Maravilhosas            |
| 1973 | Rosa-dos-Ventos                   |
| 1974 | A Barba-Azul                      |
| 1974 | Ídolo de Pano                     |
| 1978 | Roda de Fogo                      |
| 1979 | Gaivotas                          |
| 1979 | O Todo-Poderoso                   |
| 1980 | Cavalo Amarelo                    |
| 1980 | Dulcinéa Vai à Guerra             |
| 1982 | Ninho da Serpente                 |
| 1982 | Os Imigrantes                     |
| 1983 | Campeão                           |
| 1983 | Pão Pão, Beijo Beijo              |
| 1990 | Escrava Anastácia                 |
| 1990 | Fronteiras do Desconhecido'       |
| 1990 | Mãe de Santo                      |
| 1991 | Filhos do Sol                     |
| 1991 | Ilha das Bruxas                   |
| 1994 | As Pupilas do Senhor Reitor       |
| 1994 | Éramos Seis                       |
| 1995 | Sangue do Meu Sangue              |
| 1996 | Razão de Viver                    |
| 1997 | Os Ossos do Barão                 |
| 1998 | Fascinação                        |
| 1998 | Meu Pé de Laranja Lima            |
| 1998 | Pérola Negra                      |
| 1999 | As Aventuras de Tiazinha          |
| 2000 | Marcas da Paixão                  |
| 2000 | Vidas Cruzadas                    |
| 2001 | Amor e Ódio                       |
| 2001 | Pícara Sonhadora                  |
| 2001 | Roda da Vida                      |
| 2002 | Marisol (telenovela brasileira)   |
| 2002 | Pequena Travessa                  |
| 2003 | Canavial de Paixões               |
| 2003 | Jamais te Esquecerei              |
| 2004 | Seus Olhos                        |
| 2004 | Esmeralda                         |
| 2005 | Os Ricos Também Choram            |
| 2006 | Cidadão Brasileiro                |
| 2007 | Amigas e Rivais                   |
| 2007 | Maria Esperança                   |
| 2008 | Revelação                         |

## Como ator
| Ano       | Título                             | Papel                                                                  | Emissora          |
| --------- | ---------------------------------- | ---------------------------------------------------------------------- | ----------------- |
| 1950      | Capitão Estrela                    | Capitão Estrela                                                        | Rede Tupi         |
| 1953      | Os Anjos Não Têm Cor               |                                                                        | Rede Tupi         |
| 1953-1959 | TV de Vanguarda                    | Charles / Stanley                                                      | Rede Tupi         |
| 1954      | O Falcão Negro                     |                                                                        | Rede Tupi         |
| 1954      | O Homem Sem Passado                |                                                                        | Rede Tupi         |
| 1955      | Engenho das Almas                  |                                                                        | Rede Tupi         |
| 1955      | Legionário Invencível              |                                                                        | Rede Tupi         |
| 1956      | O Sobrado                          |                                                                        | Rede Tupi         |
| 1956      | Conde de Monte Cristo              |                                                                        | Rede Tupi         |
| 1957      | Casei-me com um Xavante            |                                                                        | Rede Tupi         |
| 1957      | Lever no Espaço                    |                                                                        | Rede Tupi         |
| 1957      | O Corcunda de Notre Dame           | Phoebus                                                                | Rede Tupi         |
| 1957      | O Volante Fantasma                 |                                                                        | Rede Tupi         |
| 1958      | Máscara de Ferro                   | Lauro                                                                  | Rede Tupi         |
| 1958      | Os Miseráveis                      | Nogueira                                                               | Rede Tupi         |
| 1958      | TV Teatro                          | Vários                                                                 | Rede Tupi         |
| 1959      | José do Egito                      | José                                                                   | Rede Tupi         |
| 1959      | Um Lugar ao Sol                    | Figurante                                                              | Rede Tupi         |
| 1959      | TV de Comédia                      | Conde                                                                  | Rede Tupi         |
| 1962      | A Estranha Clementine              | Glauco                                                                 | Rede Tupi         |
| 1963      | Klauss, o Loiro                    | Klauss                                                                 | Rede Tupi         |
| 1964      | O Direito de Nascer                | Alfredo Martins                                                        | Rede Tupi         |
| 1964      | Se o Mar Contasse                  | Marcos                                                                 | Rede Tupi         |
| 1966      | Eu Compro Esta Mulher              | Tião                                                                   | Rede Globo        |
| 1966      | O Sheik de Agadir                  | Sheik Omar ben Nazir                                                   | Rede Globo        |
| 1967      | A Sombra de Rebeca                 | Sereno                                                                 | Rede Globo        |
| 1967      | Anastácia, a Mulher sem Destino    | Henry de Monfort                                                       | Rede Globo        |
| 1967      | A Lei do Cão                       | Bebeto's father                                                        |                   |
| 1968      | Os Diabólicos                      | Dr. Aluísio Nesval                                                     | TV Excelsior      |
| 1968      | O Direito dos Filhos               | O Direito dos Filhos"Maurício                                          | TV Excelsior      |
| 1969      | A Menina do Veleiro Azul           | Roque                                                                  | TV Excelsior      |
| 1969      | Sangue do Meu Sangue               | Clóvis Camargo                                                         | TV Excelsior      |
| 1970      | A Gordinha                         | P.T                                                                    | Rede Tupi         |
| 1970      | O Meu Pé de Laranja Lima           | Comendador Vicente Del Nero                                            | Rede Tupi         |
| 1970      | Simplesmente Maria                 | Felipe                                                                 | Rede Tupi         |
| 1971      | A Selvagem                         | Fernando                                                               | Rede Tupi         |
| 1971      | Hospital                           | Heitor                                                                 | Rede Tupi         |
| 1971      | O Preço de um Homem                | Comprador                                                              | Rede Tupi         |
| 1973      | Mulheres de Areia                  | Promotor                                                               | Rede Tupi         |
| 1975      | Um dia, o Amor                     | Amadeu                                                                 | Rede Tupi         |
| 1976      | O Julgamento                       | Pedro                                                                  | Rede Tupi         |
| 1978      | O Direito de Nascer                | Ricardo                                                                | Rede Tupi         |
| 1979      | O Todo-Poderoso                    | Dângelo                                                                | Rede Bandeirantes |
| 1983      | Pão Pão, Beijo Beijo               | Padrasto de Ciro (Cláudio Marzo) e pai de Maria Helena (Monique Alves) | Rede Globo        |
| 1984      | Transas e Caretas                  | Marcos Jacinto Cintra                                                  | Rede Globo        |
| 1985      | Um Sonho a Mais                    |                                                                        | Rede Globo        |
| 1988      | Olho por Olho                      | Horácio Falcão                                                         | Rede Manchete     |
| 1990      | A História de Ana Raio e Zé Trovão | Caminhoneiro                                                           | Rede Manchete     |
| 1996      | Razão de Viver                     | Raul Macedo                                                            | SBT               |
| 1999      | As Aventuras de Tiazinha           | Bradbury                                                               | Rede Bandeirantes |
| 2008      | Revelação                          | Armando (Oculto)                                                       | SBT               |
| 2010      | Ribeirão do Tempo                  | Senador Érico                                                          | RecordTV          |
| 2012      | Carrossel                          | Sr. Lourenço                                                           | SBT               |